# Эспронседа, Хосе де
Хосе́ де Эспронсе́да (исп. José de Espronceda), полное имя Хосе Игнасио Хавьер Ориоль Энкарнасьон де Эспронседа-и-Дельгадо (исп. José Ignacio Javier Oriol Encarnación de Espronceda y Delgado; 25 марта 1808, Альмендралехо, провинция Бадахос — 23 мая 1842, Мадрид) — испанский поэт эпохи романтизма. Считается крупнейшим представителем байронического направления в Испании.

## Жизнь
Родился в небольшом городке Альмендралехо в провинции Бадахос (Эстремадура) в семье военного. Учился в мадридском училище св. Матвея у его основателя, либерального мыслителя Альберто Листа. Уже в юности Эспронседа отличался склонностью к радикальным взглядам. В 1823 году вместе с друзьями, впоследствии видными оппозиционерами Вентура де ла Вега и Патрисио де ла Эскосура он основал тайное общество «нумантийцев» (los numantinos), ставившее целью борьбу с абсолютизмом Фердинанда VII и отмщение за казнь лидера военной революции 1820 г. Рафаэля Риего. За участие в обществе Эспронседа был арестован и приговорён к пятилетнему заключению в монастыре-тюрьме в Гвадалахаре, но благодаря хлопотам отца освобождён. В 1826 году он через Гибралтар покинул Испанию и долго путешествовал по Европе (Португалия, Бельгия, Нидерланды, Франция, Великобритания — где познакомился со своей будущей возлюбленной Тересой Манча). Эспронседа активно участвовал в жизни испанской либеральной эмиграции, отправился в Париж во время революции 1830 года, чтобы сражаться на баррикадах. Вскоре после его участия в революции Тереса по настоянию родителей вышла замуж за богатого негоцианта; тем не менее они снова встретились в Париже в 1833 году и вместе вернулись в Испанию, где после смерти Фердинанда VII была объявлена амнистия политическим эмигрантам. В 1838 Тереса рассталась с поэтом и вскоре умерла.
После смерти возлюбленной Эспронседа полностью посвятил себя общественной жизни и журналистской работе. Он вступил в Национальную гвардию, избирался в кортесы от прогрессистской партии, был назначен секретарём испанского посольства в Гааге. Умер в возрасте 34 лет от дифтерии.

## Творчество

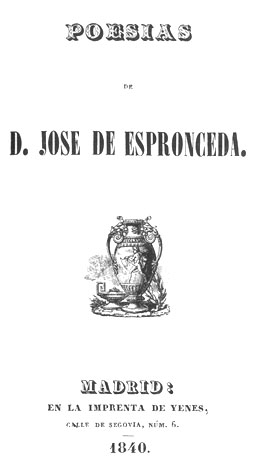
Титульный лист сборника стихотворений Эспронседы

Эспронседа писал стихи с ранней юности. Во время заключения в монастыре он начал поэму «Пелайо», историческую поэму в духе классицизма, оставшуюся незавершённой. Затем Эспронседа обратился к прозе, создав исторический роман «Санчо Салданья» (Sancho Saldaña). В 1840 году вышел сборник его стихотворений, пользовавшийся мгновенным успехом и оказавший огромное влияние на становление испанского романтизма. Погружённый в европейскую байроническую традицию, Эспронседа создал цикл стихов, затрагивавший важнейшие для романтической поэзии темы одиночества, свободы, любви, разочарования, социального протеста. Особое место в его творчестве занимает «ролевая лирика»: стихотворения, написанные от лица изгоев общества (пирата, казака, палача, нищего), презирающих его законы и отрицающих его мораль. Эспронседа ввёл в испанскую поэзию новые ритмы, заметно разнообразил употреблявшиеся до него стихотворные размеры.
Две поэмы, созданные Эспронседой, «Саламанкский студент» (El estudiante de Salamanca, 1837) и «Мир-дьявол» (El diablo mundo, 1841), связаны с «вечными образами» мировой литературы — Дон Жуаном и Фаустом. В «Саламанкском студенте» Эспронседа, используя испанские легенды о «севильском обольстителе» и традицию байронической поэмы, создаёт образ вольнодумца и имморалиста Феликса де Монтемара, бросающего вызов как человеческим, так и божественным законам. В незавершённой философской поэме «Мир-дьявол» автор стремился изобразить вечные трагические противоречия человеческой жизни, невозможность вернуться к первозданному состоянию неведения и невинности, силу угнетающих человека социального и мирового зла. Её герой, старик, носящий имя Адам, благодаря вмешательству сверхъестественных сил снова обретает молодость и невинно-восторженное восприятие мира. В дальнейшем, познавая грубость и жестокость окружающей его действительности, побывав на дне общества и пережив смерть возлюбленной, Адам испытывает жесточайшее разочарование. В поэме видны автобиографические черты, возвышенные лирические и философские фрагменты смешаны с романтической иронией и социальной сатирой.

## Эспронседа в России
В России творчество Эспронседы получило известность в 1880-е годы благодаря статьям и переводам Ю. В. Доппельмайер и М. В. Ватсон. Д. К. Петров, один из отцов российской испанистики, анализировал «Песню казака» в статье «Очерки политической поэзии XIX в. Россия и Николай I в стихотворениях Эспронседы и Россети» (1909). Значительное количество переводов принадлежит К. Д. Бальмонту. Они были выполнены в 1919 году по заказу издательства Academia, частично изданы в сборнике Бальмонта «Из мировой поэзии» (Берлин, 1923); неизданные переводы, хранящиеся в РГАЛИ, готовятся к печати издательством «Водолей Publishers». В 1958 году вышел сборник «Избранное», куда вошли основные стихотворения и обе поэмы Эспронседы.